# Edebomästaren

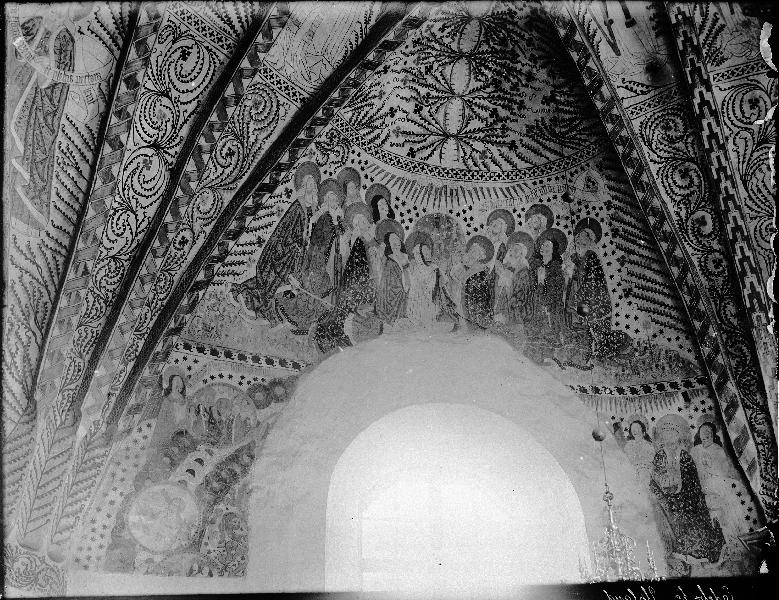
Målning i Edebo kyrka, utförd av Edebomästaren.

Edebomästaren var en anonym konstnär som 1514 utförde kalkmålningar i Edebo kyrka i Roslagen. Målningarna föreställer scener ur Gamla och Nya testamentet samt helgon.
Motiven har viss likhet med Albertus Pictors, men stilmässigt än större likhet med Tierpskolans.